# Keniaans curlingteam (vrouwen)
Het Keniaans curlingteam vertegenwoordigt Kenia in internationale curlingwedstrijden.

## Geschiedenis
De Keniaanse Curlingfederatie werd in 2021 opgericht. Het nationale vrouwenteam maakte eind 2022 zijn debuut tijdens de eerste editie van het pan-continentaal kampioenschap. Kenia verloor zijn eerste interland uit de geschiedenis tegen Mexico met 10-3. Het land eindigde uiteindelijk op de derde plek in de B-divisie, en als twaalfde in totaal. Ook in 2023 was Kenia van de partij. Ditmaal gingen alle wedstrijden verloren, en eindigde het land als allerlaatste. Dit scenario herhaalde zich in 2024.

## Kenia op het pan-continentaal kampioenschap
| Jaar | Plaats | Skip           | WG | W | V | PV | PT  |
| ---- | ------ | -------------- | -- | - | - | -- | --- |
| 2022 | 12     | Purity Njuguna | 7  | 2 | 5 | 35 | 61  |
| 2023 | 14     | Laventer Oguta | 5  | 0 | 5 | 6  | 72  |
| 2024 | 16     | Laventer Oguta | 7  | 0 | 7 | 14 | 103 |

Andorra · Australië · België · Brazilië · Bulgarije · Canada · China · Chinees Taipei · Denemarken · Duitsland · Engeland · Estland · Filipijnen · Finland · Frankrijk · Groot-Brittannië · Hongarije · Hongkong · Ierland · Italië · Jamaica · Japan · Kazachstan · Kenia · Kroatië · Letland · Litouwen · Luxemburg · Mexico · Nederland · Nieuw-Zeeland · Nigeria · Noorwegen · Oekraïne · Oostenrijk · Polen · Portugal · Qatar · Roemenië · Rusland · Schotland · Servië · Slovenië · Slowakije · Spanje · Thailand · Tsjechië · Tsjecho-Slowakije · Turkije · Verenigde Staten · Wales · Wit-Rusland · Zuid-Korea · Zweden · Zwitserland